# Horacy Safrin
Horacy Safrin, pierwotne imię Hirsz (ur. 11 stycznia 1899 w Monasterzyskach, zm. 22 lipca 1980 w Łodzi) – polski poeta, satyryk, autor sztuk scenicznych, tłumacz literatury żydowskiej na język polski oraz literatury polskiej na jidysz.

## Życiorys
Syn Sebastiana i Dory z Łukaczerów. Od dzieciństwa oprócz polskiego znał niemiecki, francuski, jidysz i hebrajski. Ukończył gimnazjum w Stanisławowie. Studiował germanistykę i anglistykę na Uniwersytecie Wiedeńskim oraz w Szkole Teatralnej w Wiedniu. W 1913 ogłosił swój pierwszy tomik poezji.
W latach 1918–1939 był kierownikiem literackim studia im. Goldfadena w Stanisławowie. Podczas II wojny światowej przebywał w Związku Radzieckim, m.in. nauczał języka niemieckiego w obwodzie stalingradzkim. Od 1946 mieszkał w Łodzi w Domu Literatów przy alei Mickiewicza. 
W 1961 został odznaczony Krzyżem Oficerskim Orderu Odrodzenia Polski. 
Mimo iż był trzykrotnie żonaty, nie miał dzieci. Pochowany jest na cmentarzu komunalnym na Dołach w Łodzi.

## Twórczość
- 1914: Poezje (poezje)
- 1917: Baśń o iluzji
- 1920: Karpaten-Klänge (Echa Karpat)
- 1916: O Bogu i ludziach
- 1930: Niedyskrecje
- 1930: Świetliki
- 1938: Szlakami duszy żydowskiej – Rzecz o teatrze
- 1957: Ośla szczęka (bajki)
- 1959: Mucha na cokole (satyry)
- 1962: Głupcy z Głupska (satyry)
- 1963: Kain i Hewel (poezje)
- 1963: Przy szabasowych świecach. Humor żydowski
- 1965: Jüdische Anekdoten und Sprichwörter (Żydowskie anegdoty i przysłowia – wydane z Salomeą Landmann)
- 1966: Ojfn berdiczewer mark אױפֿן בערדיטשעװער מאַרק (Na berdyczowskim rynku)
- 1970: Ucieszne i osobliwe historie mego życia (wspomnienia)
- 1972: Bez figowego listka (satyry)
- 1979: W arce Noego. Bajki oraz facecje żydowskie
- 1981: Przy szabasowych świecach – wieczór drugi

## Upamiętnienie
W 1989 r. imieniem Horacego Safrina nazwano jedną z ulic w Łodzi.

## Odznaczenia[1]
- Krzyż Oficerski Orderu Odrodzenia Polski (1961)
- Złoty Krzyż Zasługi (1956)
- odznaka „Zasłużony Działacz Kultury”
- odznaka Honorowa m. Łodzi